# Lliga Premier de Belize de futbol
La Lliga Premier de Belize de futbol, oficialment Premier League of Belize, és la màxima competició de Belize de futbol.

## Història
Va ser creada 28 de desembre de 2011 després de la fusió de la Belize Premier Football League i la Super League of Belize. Prèviament, Belize havia estat suspesa per la FIFA i la Belize Premier Football League havia abandonat la Football Federation of Belize.

## Historial
Font:
- 2012:  Placencia Assassins (1)
- 2012-13 O:  Belmopan Bandits (1)
- 2012-13 C:  Police United (1)
- 2013-14 O:  Belmopan Bandits (2)
- 2013-14 C:  Belmopan Bandits (3)
- 2014-15 O:  Belmopan Bandits (4)
- 2014-15 C:  Verdes (1)
- 2015-16 O:  Police United (2)
- 2015-16 C:  Belmopan Bandits (5)
- 2016-17 O:  Belmopan Bandits (6)
- 2016-17 C:  Belmopan Bandits (7)
- 2017-18 O:  Verdes (2)
- 2017-18 C:  Belmopan Bandits (8)
- 2018-19 O:  Belmopan Bandits (9)
- 2018-19 C:  San Pedro Pirates (1)
- 2019-20 O:  Verdes (3)
- 2019-20 C: Campionat cancel·lat
- 2020-21: No es disputà
- 2021-22: No es disputà
- 2022-23 O:  Altitude FC (1)
- 2022-23 C:  Verdes (4)

O-Obertura, C-Clausura